# Valdemārs Dambergs
Valdemārs Dambergs (governatorato di San Pietroburgo, 1866 – Copenaghen, 1960) è stato uno scrittore lettone.
Probabilmente influenzato dalla letteratura francese e da quella tedesca, scrisse opere come Bareljefi, Zimejumi e Dveseles ritmi. Ma Gaitniecibas celi, che narra le peregrinazioni del popolo lettone durante la prima guerra mondiale, è il suo scritto più conosciuto. Dambergs fu esiliato in Danimarca, dove realizzò altre opere.